# التعاونية الموساوية (تسلطانت)
التعاونية الموساوية هو دُوَّار يقع بجماعة تسلطانت، عمالة مراكش، جهة مراكش آسفي في المملكة المغربية. ينتمي الدوّار لمشيخة تسلطانت التي تضم 33 دوار. يقدر عدد سكانه بـ 5 نسمة حسب الإحصاء الرسمي للسكان والسكنى لسنة 2004.

## روابط خارجية
- البوابة الوطنية للجماعات الترابية
- المندوبية السامية للتخطيط